# 茉莉花官吏傳
《茉莉花官吏傳》是日本作家所著的輕小說系列，由Izumi擔綱插畫，2017年7月起經KADOKAWA旗下少女向文庫「B's-LOG文庫」出版，至今出版共14卷。改編漫畫開始連載於《月刊Princess》2018年9月號，由繪畫。截至2021年5月，系列累積發行超過60萬本。
另有外傳小說《十三歲生日這天，我當上了皇后》（十三歳の誕生日、皇后になりました。），同樣由Izumi擔綱插畫，2018年10月起經B's-LOG文庫出版，至今出版共6卷。故事以赤奏國的曉月和莉杏為主角。改編漫畫開始連載於《月刊Princess》2020年4月號，由繪畫。

## 登場角色

### 主要角色
晧茉莉花（聲：高橋李依）
本為平民出身的女官（宮女）。小時候曾被鄉下商人家庭的父母送到富裕家庭寄養，學習禮儀，有學過樂曲和琵琶，但不擅長演奏。因其過目不忘的記憶力而被珀陽推薦和全额資助入讀太學，通過芳子星的指導使才能開花結果，後在科舉得到榜眼（第2名）的成績，成為文官，其傳記被後世女性視為入仕必讀刊物。
為早日立下大功，成為能身穿禁色（紫色）的重臣，而被珀陽以交換文官的身份，來到赤奏國，擔任宰相輔助及皇后虂莉杏的貼身女官，對外偽裝是來自皇后娘家陪嫁的待女。
常常妄自菲薄，過於小看自己，但一旦發揮潛力，卻能令敵我雙方皆佩服，連曉月也曾表示自己想掘角對方到赤奏國擔任身穿禁色（深紅色）的重臣。
珀陽（聲：島崎信長）
白樓國的（代理）皇帝，得到神獸的庇護而能化身為白虎，擅長吹奏笛子。本為打算通過文武科舉入朝為官的庶出皇子，幼年喪母，因先皇臨終託付，而暫替年幼的太子當上皇帝，直至對方成年，得到先皇后派的官夷、世家支持。有意在有限的任期內改變國家制度、提拔人才，當中就為了改變世人對女性官吏的想法而提拔有才華的茉莉花。
未立皇后（正妻），但有少數妃嬪，似乎並不打算在任期內誕下子嗣，以免影響太子登基，被後世稱為復興之主。對茉莉花有好感，曾表示想不出除了自己之外能配上茉莉花的夫婿。後和苿莉花約定，在十年任期完滿後，自己會解散後宮，若茉莉花尚未有心儀對象，可以和他結婚。
鉦春雪
和茉莉花同期的太學學生，本為農家子弟，因在故鄉過於出眾的才華而被鄉紳鉦家收為養子，卻在人才濟濟的太學中泯滅。在芳子星的指導下，通過科舉成為文官。既嫉妒又羨慕茉莉花的才華和際遇。視芳子星為偶像，誤會茉莉花是對方的親戚，才見過珀陽。
芳子星
珀陽的御用文官，能穿著禁色（紫色）的重臣。平民出身的中立派官吏，十年前的科舉狀元，也是茉莉花和春雪的私人指導老師。
黎天河
珀陽的御用武官，能穿著禁色（紫色）的重臣，先皇后派的世家子弟。在茉莉花外派到赤秦國期間，也被派遣到敵軍䁱佑皇子陣營當卧底，並順利救出一度深入險境的茉莉花。

### 赤奏國
曉月（聲：鈴木達央）
赤奏國的皇帝，擅長拉奏二胡。除了皇后莉杏之外，沒有其他妃嬪。本為庶出的皇子，先皇的異母弟弟，幼年喪母，生母是出身翠家的妃子，因不滿先皇為統一天下而連年征戰，導致民不聊生，而借助珀陽的力量弑君篡位，並把先皇的后妃子女（包括5歲的先皇太子）送到道教院修行。
在登基前，遇到本來是參加先皇選秀的莉杏。為拉攏其祖父虂登朗成為其宰相，加上未婚妻兼母家表姊妹翠木蓮在政變中不幸身亡，按照赤奏國的傳統，新皇必須要和皇后一起取得神獸朱雀的庇護，而選擇和莉杏結婚。視莉杏為可以安心信任的家人。
雖表面輕狂，但重情重義。對自己弑君篡位的罪名有所覺悟，為了大義（復興國家）而不惜接受死後下地獄的懲罰，又怕拖累莉杏而兩度想解除婚約。與原未婚妻木蓮的關係實為盟友兼親人，只是為了登基而定下婚約，木蓮本來也原有婚約和情人。故此，雖然不可惜未能和她成為夫妻，但也會懷念她。
雖然成功取得神獸朱雀的庇護，頭髮和瞳色變成深紅色（禁色），能化身朱雀，成為赤奏國的正統皇帝，但因先皇的親信和派系不滿其篡位之舉，另外擁立先皇的同母弟弟曉佑皇子為帝。故此，實行開源節流的他，身邊的親信和宮廷人手不多，大多是沒有派系的平民或翠家、虂家出身的官夷、女官。在造訪白樓國後，他向珀陽借用文官茉莉花（原本想借用芳子星，但珀陽以其身份過於高調為由拒絕），以解決國難危機。
虂莉杏（聲：河野日和）
世家出身的皇后，13歲，宰相虂登朗的孫女。因先皇連年征戰而家道中落，當時作為武官的祖父為免孫女餓死，讓她身穿婚服，參加先皇的後宮選秀。適逢政變而意外當上曉月的皇后，但本人確實對曉月一見鍾情。
由於在宮中缺乏同齡友人，所以對年長少許的茉莉花一見如故，兩人成為朋友。天性聰穎，每天都努力為了解開曉月給予的課題而和宮廷各人打交道，並為了宮外饑民而每天採集荔枝城（宮廷）裏的荔枝，派送給他們吃用。

## 出版書籍

### 輕小說

#### 本傳
| 卷數 | KADOKAWA             | KADOKAWA       | KADOKAWA               |
| 卷數 | 副標題               | 發售日期       | ISBN                   |
| ---- | -------------------- | -------------- | ---------------------- |
| 1    | （花不知皇帝的戀心） | 2017年7月15日  | ISBN 978-4-04-734704-5 |
| 2    | （百年待玉霞）       | 2017年12月15日 | ISBN 978-4-04-734705-2 |
| 3    | （月下賢人不垂堂）   | 2018年4月13日  | ISBN 978-4-04-735087-8 |
| 4    | （良禽擇茘枝而棲）   | 2018年8月10日  | ISBN 978-4-04-735088-5 |
| 5    | （天花恢恢疏而不漏） | 2019年2月15日  | ISBN 978-4-04-735490-6 |
| 6    | （水倒滿方圓之器）   | 2019年5月15日  | ISBN 978-4-04-735489-0 |
| 7    | （戀愛與嫉妬猛於虎） | 2019年10月15日 | ISBN 978-4-04-735779-2 |
| 8    |                      | 2020年3月15日  | ISBN 978-4-04-735780-8 |
| 9    | （不入虎穴焉得同盟） | 2020年11月14日 | ISBN 978-4-04-736407-3 |
| 10   | （不逐中原的鹿）     | 2021年5月14日  | ISBN 978-4-04-736574-2 |
| 11   |                      | 2021年11月15日 | ISBN 978-4-04-736842-2 |
| 12   |                      | 2022年3月15日  | ISBN 978-4-04-736953-5 |

## 迴響
截至2021年5月，系列累積發行超過60萬本。

## 外部連結
- 特設頁面（日語）